# KS Pogradec
Maillots
KS Pogradec est un club albanais de football basé à Pogradec.

## Historique du club
- 1932 - fondation du club
- 1936 - 1re participation en Super League